# Rungia
Rungia är ett släkte av akantusväxter. Rungia ingår i familjen akantusväxter.

## Bildgalleri

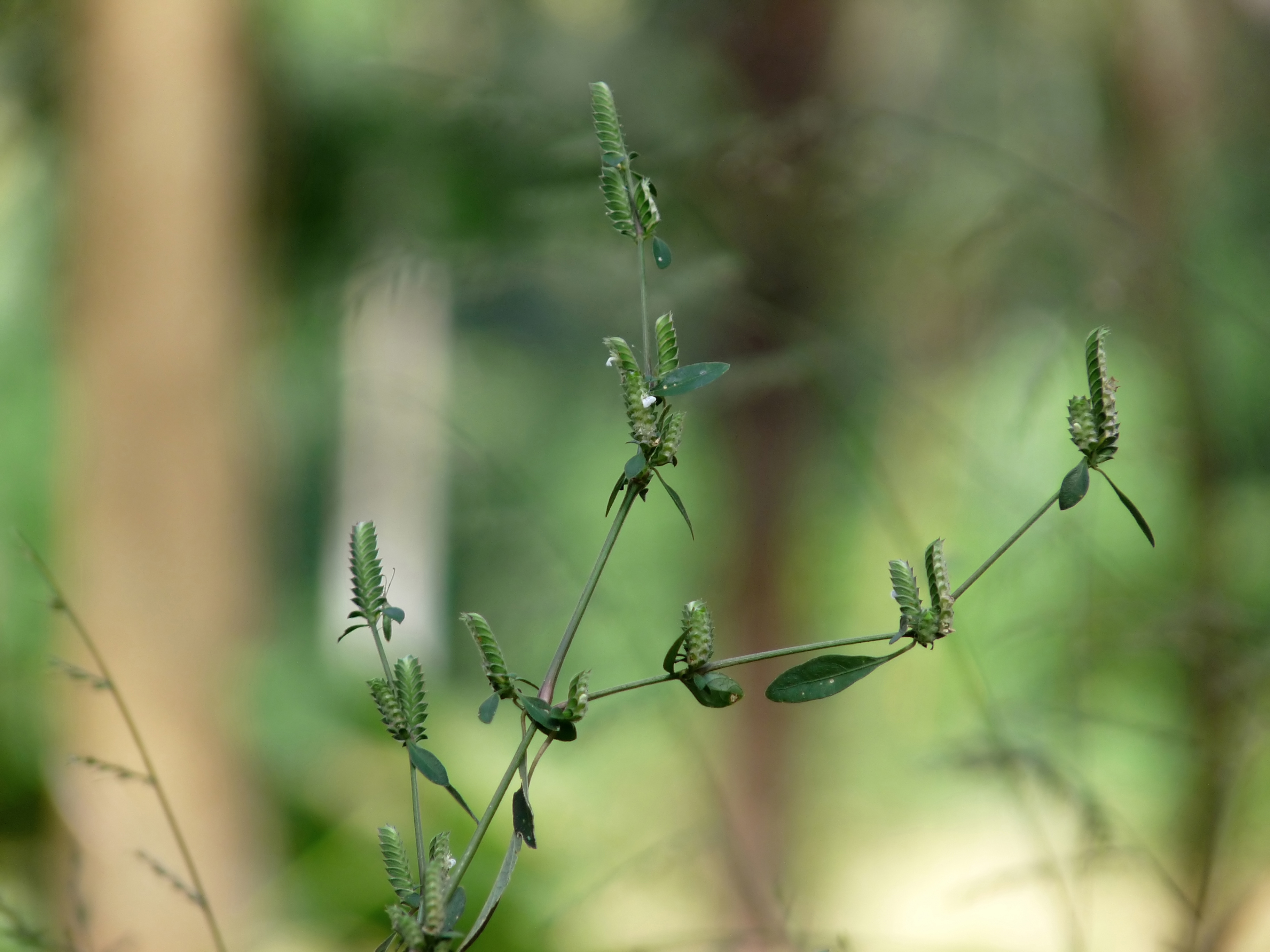
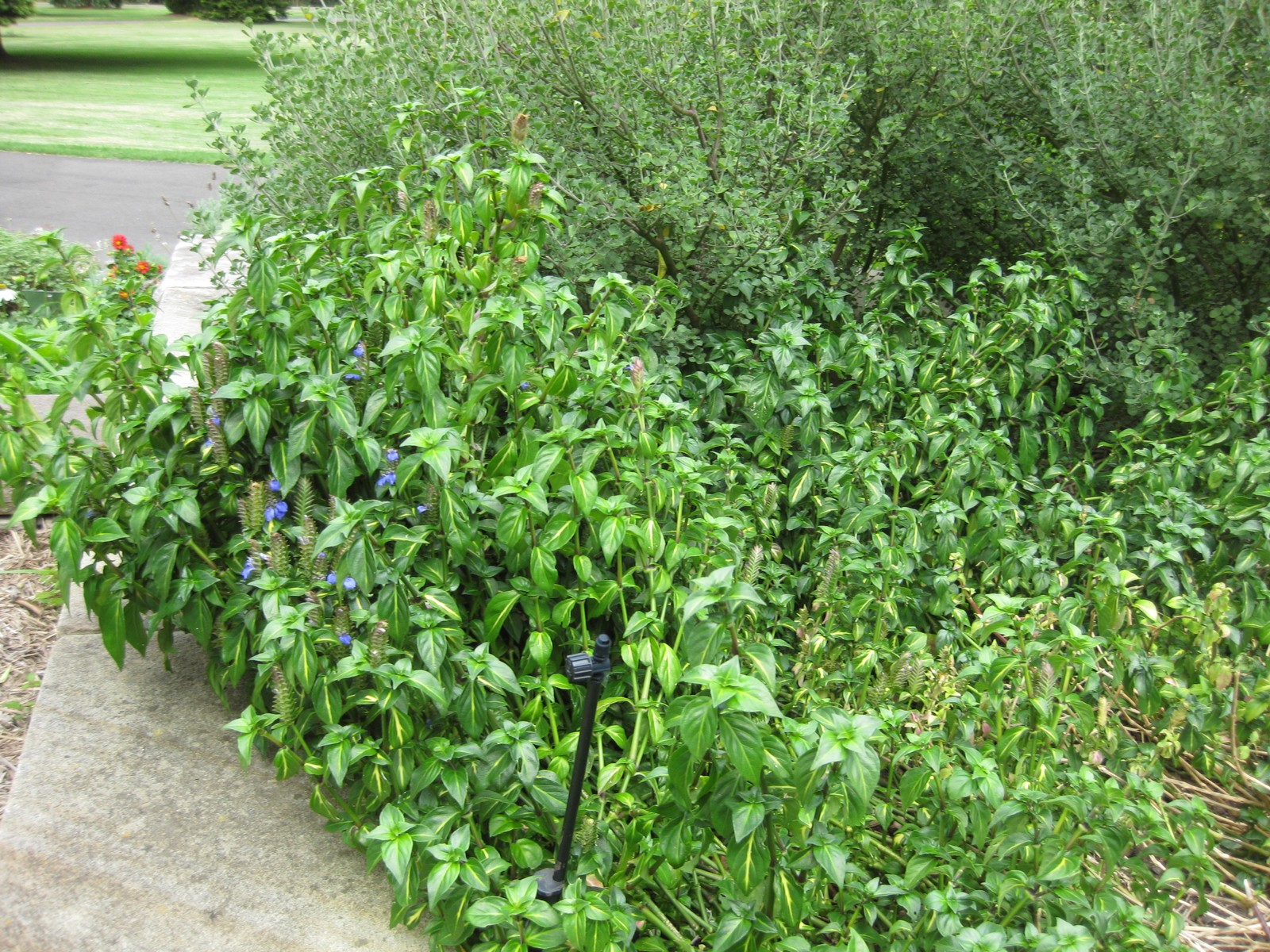
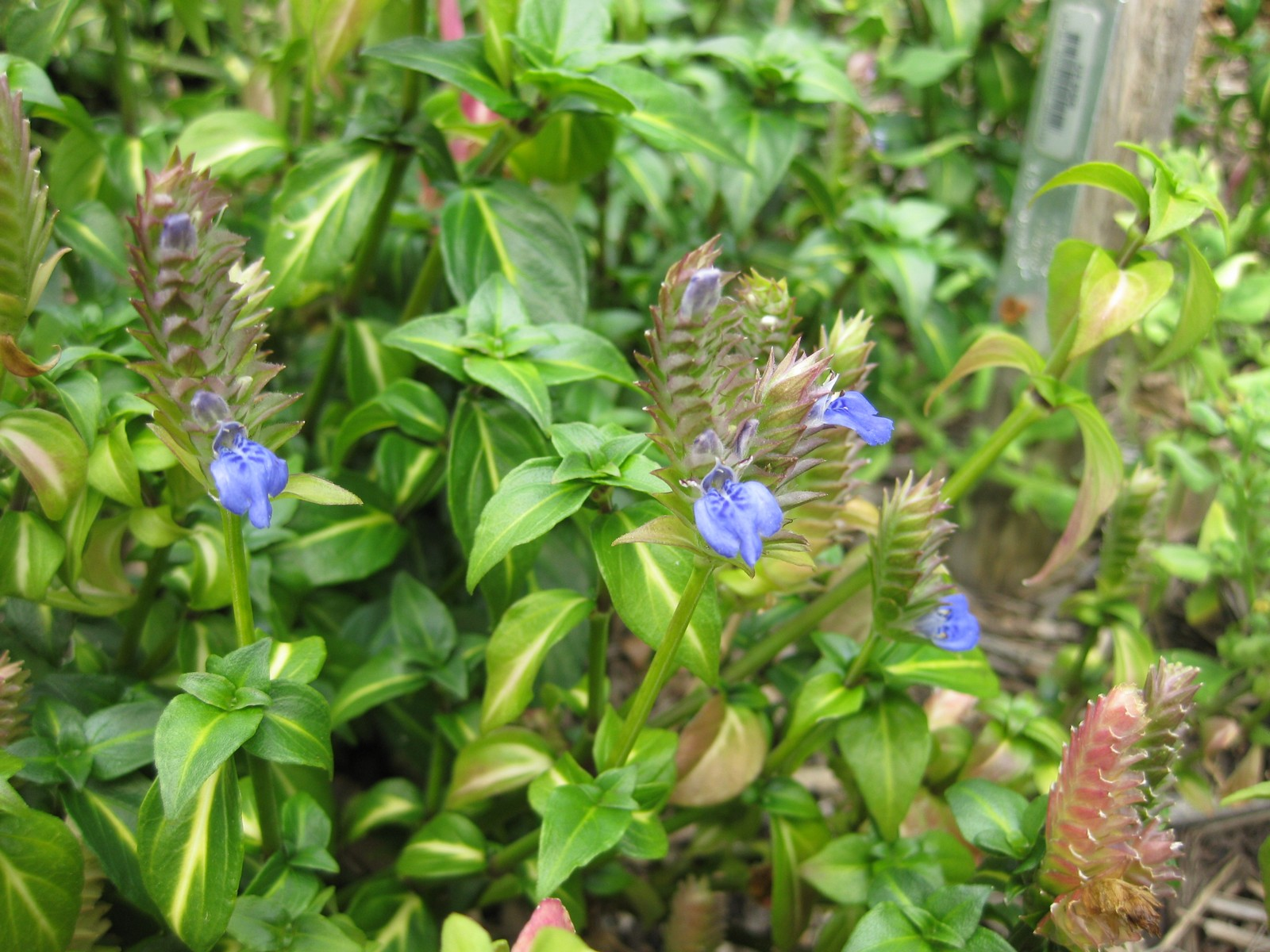
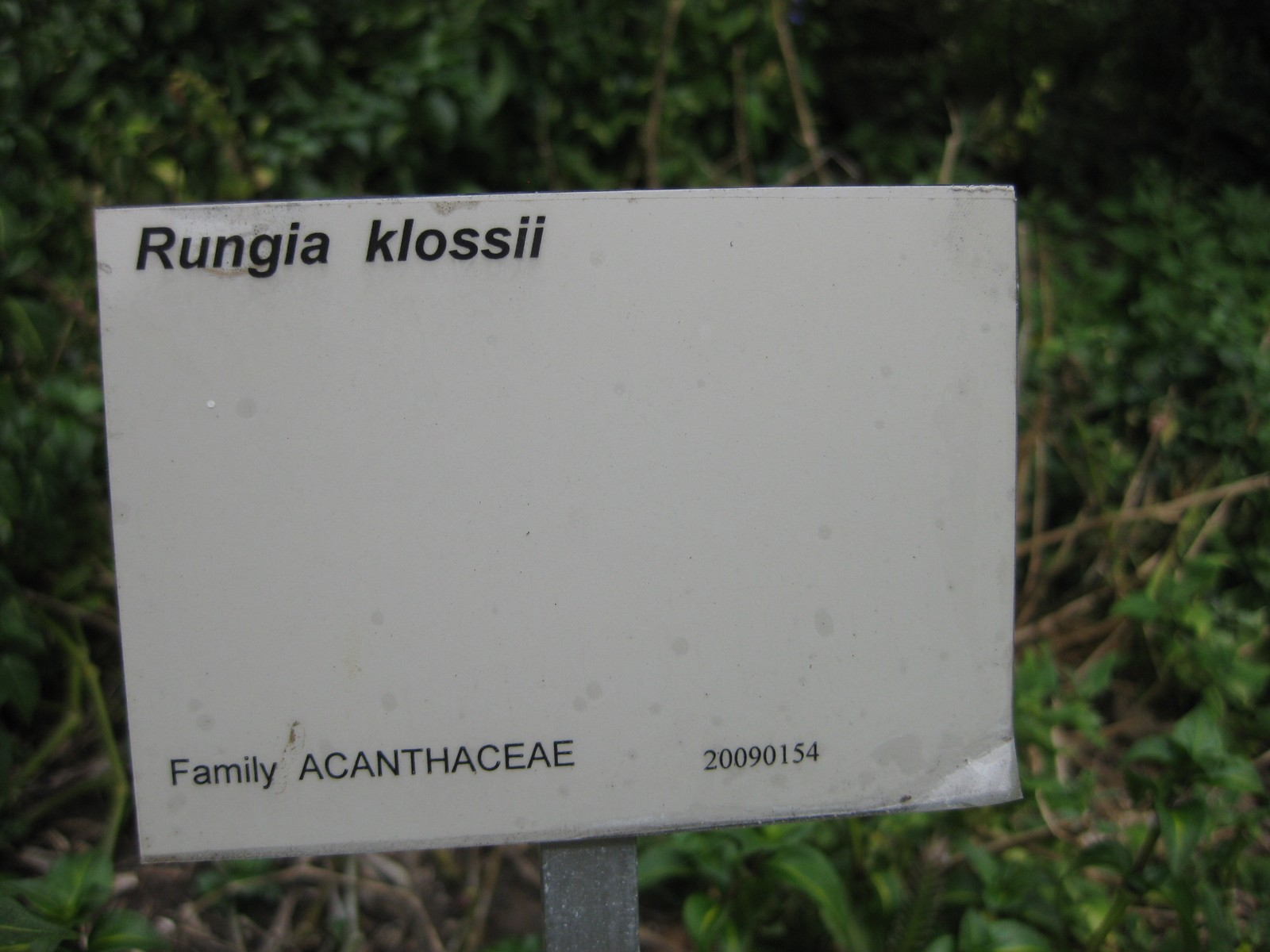
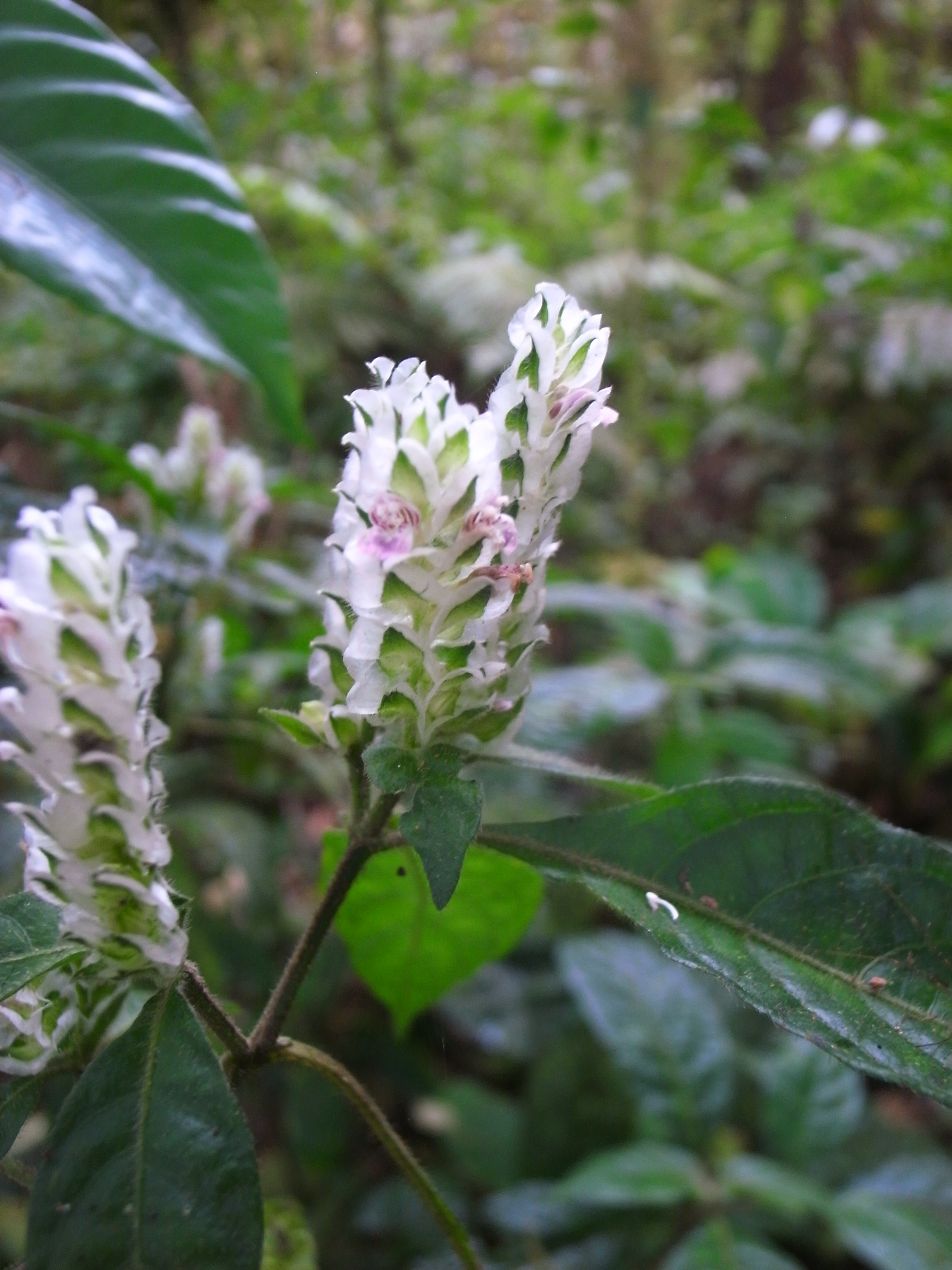
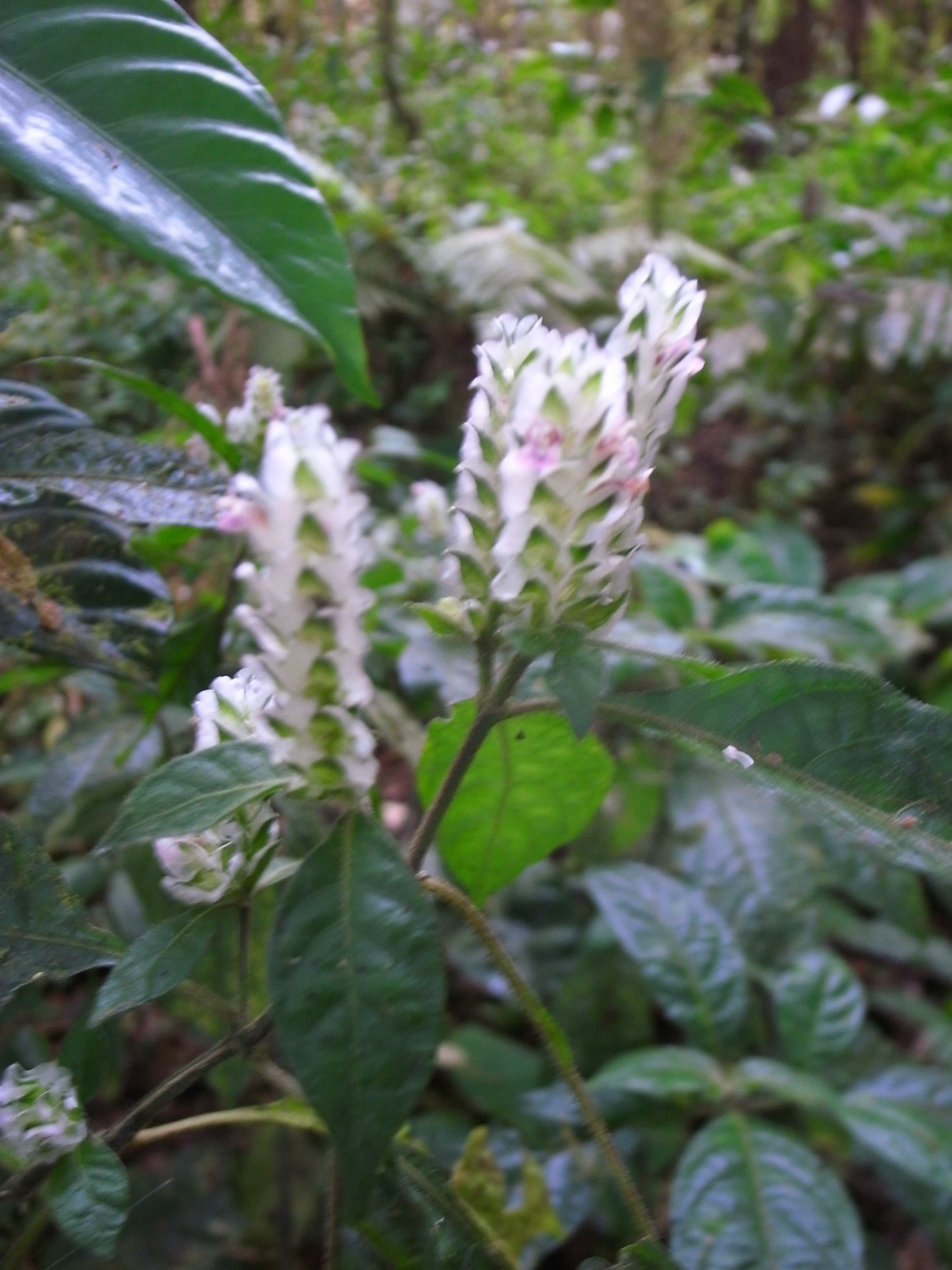

## Dottertaxa tillRungia, i alfabetisk ordning[1]
- Rungia adnata
- Rungia angustifolia
- Rungia apiculata
- Rungia axilliflora
- Rungia beddomei
- Rungia bisaccata
- Rungia blumeana
- Rungia brandisii
- Rungia burmanica
- Rungia caespitosa
- Rungia camerunensis
- Rungia chamaedryoides
- Rungia chinensis
- Rungia clauda
- Rungia coerulea
- Rungia congoensis
- Rungia crenata
- Rungia densiflora
- Rungia dimorpha
- Rungia diversibracteata
- Rungia diversiformis
- Rungia eberhardtii
- Rungia elegans
- Rungia eriostachya
- Rungia evrardii
- Rungia guangxiensis
- Rungia guineensis
- Rungia heterophylla
- Rungia himalayensis
- Rungia hirpex
- Rungia incompta
- Rungia khasiana
- Rungia klossii
- Rungia laeta
- Rungia lepida
- Rungia linifolia
- Rungia longifolia
- Rungia longipes
- Rungia maculata
- Rungia mastersii
- Rungia membranacea
- Rungia mina
- Rungia minutiflora
- Rungia monetaria
- Rungia naoensis
- Rungia napoensis
- Rungia oligoneura
- Rungia parviflora
- Rungia philippinensis
- Rungia pierrei
- Rungia pinpienensis
- Rungia podostachya
- Rungia punduana
- Rungia pungens
- Rungia purpurascens
- Rungia repens
- Rungia rivicola
- Rungia rungiodes
- Rungia salaccensis
- Rungia saranganensis
- Rungia selangorensis
- Rungia sisparensis
- Rungia smeruensis
- Rungia stolonifera
- Rungia subtilifolia
- Rungia sumatrana
- Rungia taiwanensis
- Rungia tenuissima
- Rungia tonkinensis
- Rungia tristichantha
- Rungia vegeta
- Rungia wightiana
- Rungia yunnanensis